# پائول اولریش ویلار
پائول اولریش ویلار (انگلیسی: Paul Ulrich Villard؛ زاده ۲۸ سپتامبر ۱۸۶۰ درگذشته ۱۳ ژانویهٔ ۱۹۳۴) یک دانشمند اهل فرانسه بود.